# Bulbophyllum lasioglossum
Bulbophyllum lasioglossum é uma espécie de orquídea (família Orchidaceae) pertencente ao gênero Bulbophyllum. Foi descrita por Robert Allen Rolfe e Oakes Ames em 1905.